# 江村将也
江村 将也（えむら まさや、1987年7月5日 - ）は、広島県福山市出身の元プロ野球選手（投手、左投左打）・コーチ。実弟は千葉ロッテマリーンズコーチの江村直也。

## 経歴

### プロ入り前
福山市立常金中学校から栃木県の佐野日大高に進み、3年時の夏は背番号1を背負うも登板機会はなく、チームは栃木県予選2回戦で國學院栃木高に敗退した。甲子園出場経験はなし。1学年下に澤村拓一、2学年下に金伏ウーゴがいる。
日本大学に進学すると東都大学野球連盟に加盟する野球部に入部する。3年時の秋からリーグ戦に登板。同期に十亀剣がいる。
大学卒業後は、広島の社会人野球・ワイテックに入団。1年目の2010年から公式戦に登板し、3年目の2012年、第83回都市対抗野球大会に伯和ビクトリーズの補強選手として出場。初戦の明治安田生命戦では8回途中から登板し無失点に抑え、続く2回戦のNTT西日本戦では3回を1失点に抑えるなど、チームのベスト8進出に貢献した。
2012年10月25日、プロ野球ドラフト会議にて東京ヤクルトスワローズから4位指名を受けた。

### ヤクルト時代
2013年、4月23日の広島東洋カープ戦にて初勝利。同点の8回2死1、2塁の場面で登板し、代打として出場した前田智徳に死球を与え乱闘騒ぎとなるも、後続を三振に打ち取り逆転勝利を呼び込んだ。試合後、前田が死球によって左手首を骨折していた事を知った江村は、翌日の練習前に広島ベンチへ赴き野村謙二郎監督に謝罪。江村自身も元々広島ファンであり、前田は子どもの頃から憧れていた選手であった。前田を骨折させた事について「やってはいけないことをしてしまった」とショックを受けていた。なお、前田はこの骨折が引退を決意する決め手となり、同年10月に同シーズン限りでの現役引退を表明した。
6月3日の千葉ロッテマリーンズ戦では4点ビハインドの8回裏に弟の直也との対決が実現。ロッテファンが直也へ送る「江村」コールに同じく江村（将也）を応援するヤクルトファンが声を合わせるという、この対戦ならではの珍しい光景が見られた。歓声の中、江村は直也に全球直球で挑むが、力んでコントロールが定まらずボールが先行。3ボール1ストライクから遊ゴロに打ち取るという形で兄弟対決を制したが、見逃せば四球かという高めの直球に手を出した直也について「ボール球を打ってくれて、優しい弟を持ったなと思った」と感謝のコメントを残している。このシーズンはリリーフ投手として31試合に登板。通算防御率は5.40と奮わなかったが、ゲームの流れを作る役割を担い3勝0敗4ホールドを記録した。
2014年、一軍公式戦19試合に登板。0勝1敗3ホールドという成績を残した。今年のキャンプ前から左ひじに違和感があり10月上旬に左肘のクリーニング手術を受けた。
2015年、左肘を故障した影響から一軍公式戦への登板機会を失い、10月2日に球団から戦力外通告を受けた。

### ヤクルト退団後
2015年11月10日に、シートバッティング形式の12球団合同トライアウト（草薙球場）に参加。中村憲から三振を奪うなど、打者3人を無安打に抑えた。
MLBのサンディエゴ・パドレスでは、この結果を受けて、11月22日に高知東部球場で開催した日本国内初のトライアウトに招待選手として江村を参加させた。NPBでのプレー経験がある日本人の参加者では、唯一の左腕投手であったが、契約の合意には至らなかった。

### BCリーグ・福島時代
2016年1月19日に、ベースボール・チャレンジ・リーグ（BCリーグ）の福島ホープスに入団。背番号は21で、同年のリーグ戦には22試合に登板。チーム最多の9勝を挙げるとともに、防御率2.87を記録した。ただし、NPB球団への復帰を希望していたことから、シーズン終了後の11月12日には2年連続で12球団合同トライアウトに参加した。

### 引退・ヤクルト復帰後
2017年1月26日、四国アイランドリーグplusの香川オリーブガイナーズ投手コーチに就任し、1シーズン務めた。2年間の独立リーグを経て、12月12日にNPB球団として、かつて所属したヤクルトに打撃投手兼広報として3年ぶりに現場復帰することが決まった。

## 選手としての特徴
キレの良いストレートと鋭く曲がるスライダーが武器で、シュートも投げる。

## 人物
2013年1月1日に、社会人時代に知り合い2年間交際した女性と結婚した。
趣味はお香で、甘い香りのものを好んでいる。
試合の前日には、験担ぎとしてプリンを食べている。
本来の投法はオーバースローだが、実戦形式によるパドレスのトライアウトでは、同球団へのインターンシップの一環で視察していた元・東北楽天ゴールデンイーグルス投手の斎藤隆からサイドスローへの投球を求められた。江村自身は、トライアウトの終了後に、「日本では今までサイドスローを指導されなかったので、『面白い』と思った。『横から投げてきて欲しい』と言ってもらえるなら、サイドスローへの挑戦も考える」といった前向きなコメントを残している。

## 詳細情報

### 年度別投手成績
| 年 度     | 球 団     | 登 板 | 先 発 | 完 投 | 完 封 | 無 四 球 | 勝 利 | 敗 戦 | セ 丨 ブ | ホ 丨 ル ド | 勝 率 | 打 者 | 投 球 回 | 被 安 打 | 被 本 塁 打 | 与 四 球 | 敬 遠 | 与 死 球 | 奪 三 振 | 暴 投 | ボ 丨 ク | 失 点 | 自 責 点 | 防 御 率 | W H I P |
| --------- | --------- | ----- | ----- | ----- | ----- | -------- | ----- | ----- | -------- | ----------- | ----- | ----- | -------- | -------- | ----------- | -------- | ----- | -------- | -------- | ----- | -------- | ----- | -------- | -------- | ------- |
| 2013      | ヤクルト  | 31    | 0     | 0     | 0     | 0        | 3     | 0     | 0        | 4           | 1.000 | 122   | 26.2     | 33       | 5           | 11       | 0     | 2        | 24       | 3     | 0        | 18    | 16       | 5.40     | 1.65    |
| 2014      | ヤクルト  | 19    | 0     | 0     | 0     | 0        | 0     | 1     | 0        | 3           | .000  | 69    | 15.2     | 17       | 4           | 4        | 0     | 2        | 13       | 0     | 0        | 11    | 10       | 5.74     | 1.34    |
| 通算：2年 | 通算：2年 | 50    | 0     | 0     | 0     | 0        | 3     | 1     | 0        | 7           | .750  | 191   | 42.1     | 50       | 9           | 15       | 0     | 4        | 37       | 3     | 0        | 29    | 26       | 5.53     | 1.54    |

### 記録
NPB
- 初登板：2013年4月18日、対中日ドラゴンズ6回戦（明治神宮野球場）、8回表に3番手で救援登板・完了、1回無失点
- 初奪三振：同上、9回表にマット・クラークから
- 初ホールド：2013年4月19日、対阪神タイガース4回戦（阪神甲子園球場）、6回裏に2番手で救援登板、2/3回 無失点
- 初勝利：2013年4月23日、対広島東洋カープ4回戦（明治神宮野球場）、8回表に3番手で救援登板、1/3回 無失点

### 背番号
- 43 （2013年 - 2015年）
- 21 （2016年）
- 99 （2017年）
- 111（2018年 - ）